# 童小华
童小华（1971年2月—），江西省抚州市东乡县人。测绘遥感领域（行星测绘遥感）专家，2023年当选中国工程院院士（信息与电子工程学部 ）。
现为中国测绘学会常务理事，上海市航天测绘遥感与空间探测重点实验室主任， 同济大学副校长。

## 学历
- 1993年 同济大学 土地资源管理专业 学士学位
- 1996年 同济大学 工程测量专业 硕士学位
- 1999年 同济大学 交通工程专业 博士学位

## 所获荣誉
- 国家杰出青年科学基金获得者
- 教育部长江学者特聘教授
- 中青年科技创新领军人才
- 国家重点研发计划项目首席